# Highveld
Localisation
Le Highveld (afrikaans: Hoëveld) est un haut plateau d'Afrique du Sud où se situe la grande région métropolitaine de Johannesbourg. Le Highveld abrite des régions urbaines et rurales, à partir de l'est de Johannesburg jusqu'à la frontière de l'Eswatini. Il occupe une partie du plateau d'Afrique australe, la partie centrale et méridionale de ce dernier correspondant au Karoo et au Kalahari qui forment ainsi la limite de l'écorégion des « prairies du Highveld ».

## Géographie
Il s'élève de 1 250 m à 1 800 m avec un maximum ponctuel à 2 150 m d'altitude, ce qui correspond au climax climatique permettant d'entretenir les prairies formant les paysages typiques du Highveld,,.
Son sous-sol est constitué de sédiments, grès et schistes, du supergroupe du Karoo,. Les sols sablo-limoneux rouges dominent au nord-est, plus frais et plus humide.

## Environnement
Le Highveld abrite une écorégion du WWF, les « prairies du Highweld », qui lui doit son nom. Elle correspond aux limites du plateau au sens géographique pour sa partie est, jusqu'au Drakensberg qui forme la frontière avec le KwaZulu-Natal ; à l'ouest elle est limitée par les déserts du Karoo et du Kalahari via une zone de transition où poussent arbustes et arbres, bien que les herbes dominent encore, et au nord par le bushveld de basse altitude.
Il s'agit de l'une des régions au monde les plus polluées en dioxyde d’azote et dioxyde de soufre, principalement à cause de l'industrie du charbon.

## Faune
Le Highveld abrite de nombreuses espèces en danger comme la roussette des palmiers africaine (une chauve-souris) et la grue de paradis. Il compte une espèce d'oiseau endémique de l'écorégion, l'alouette de Botha et deux espèces de mammifères endémiques, Mus orangiae et Chrysospalax villosus.

## Flore
La végétation est constituée de différents types de prairies, variant en fonction des précipitations. Les espèces d'herbes majoritaires sont Hyparrhenia hirta, Sporobolus pyramidalis et Themeda triandra.